# (1460) Haltia
(1460) Haltia ist ein Asteroid des Hauptgürtels, der am 24. November 1937 von dem finnischen Astronomen Yrjö Väisälä in Turku entdeckt wurde. 
Der Name des Asteroiden bezieht sich entweder auf das finnische Wort haltia (Elf) oder auf den Berg Haltitunturi.